# 1893 en musique
| \| • Retour à la chronologie générale de la musique populaire • \| |
| XXIe siècle • XXe siècle • XIXe siècle • XVIIIe siècle XVIIe siècle • XVIe siècle • XVe siècle • XIVe siècle XIIIe siècle • XIIe siècle • XIe siècle • Xe siècle IXe siècle • VIIIe siècle • Haut Moyen Âge • Rome • Grèce |
| • Retour à la chronologie générale de la musique populaire • |

| • Retour à la chronologie générale de la musique populaire • |

| Années de la musique populaire : 1890 - 1891 - 1892 - 1893 - 1894 - 1895 - 1896    |
| Décennies de la musique populaire : 1860 - 1870 - 1880 - 1890 - 1900 - 1910 - 1920 |

## Événements et œuvres
- 12 avril :  Inauguration à Paris de la salle de spectacle de l'Olympia, le plus ancien music-hall de Paris encore en activité au début du XXIe siècle.
- 1er mai - 31 octobre :  L'Exposition universelle de 1893 à Chicago, plus connue sous le nom de Chicago World's Fair, présente des performances de plusieurs pianistes noirs et permet aux 27 millions de visiteurs de découvrir un nouveau type de musique syncopée[1]. William Christopher Handy y joue du cornet à pistons[2].
- 13 mai :  La chanson Choucoune mise en musique par Michel Mauléart Monton est jouée en public à Port-au-Prince sur un rythme de méringue.
- Septembre :  Le terme béguine pour biguine apparaît deux fois dans un article de M. Monchoisy intitulé « Les Antilles Françaises en 1893 » dans la Revue des Deux Mondes[3].
- Première apparition du mot ragtime dans le titre d'une chanson : Ma Ragtime Baby de Fred Stone.
- Le banjoiste de ragtime Vess Ossman effectue ses premiers enregistrements[4].
- Chanson Fleur de berge, paroles de Jean Lorrain, musique d'Yvette Guilbert qui la crée au Concert parisien[5].
- Chanson anarchiste La Dynamite, paroles et musique de Jean-Baptiste Martenot.
- Mamie Smith fait ses débuts à l'âge de dix ans dans des troupes de danse et part en tournée avec la revue The Smart Set[6].
- J. W. Pepper, facteur d'instruments de Philadelphie, met au point le soubassophone et le nomme « sousaphone » en hommage à son commanditaire, le chef de fanfare John Philip Sousa.
- Good Morning to All, chanson enfantine écrite et composée par deux sœurs américaines, Patty et Mildred Hill ; la mélodie sera utilisée pour la chanson Joyeux Anniversaire[7].
- Affiche de Toulouse-Lautrec consacrée au chanteur français de café-concert Albert Caudieux.

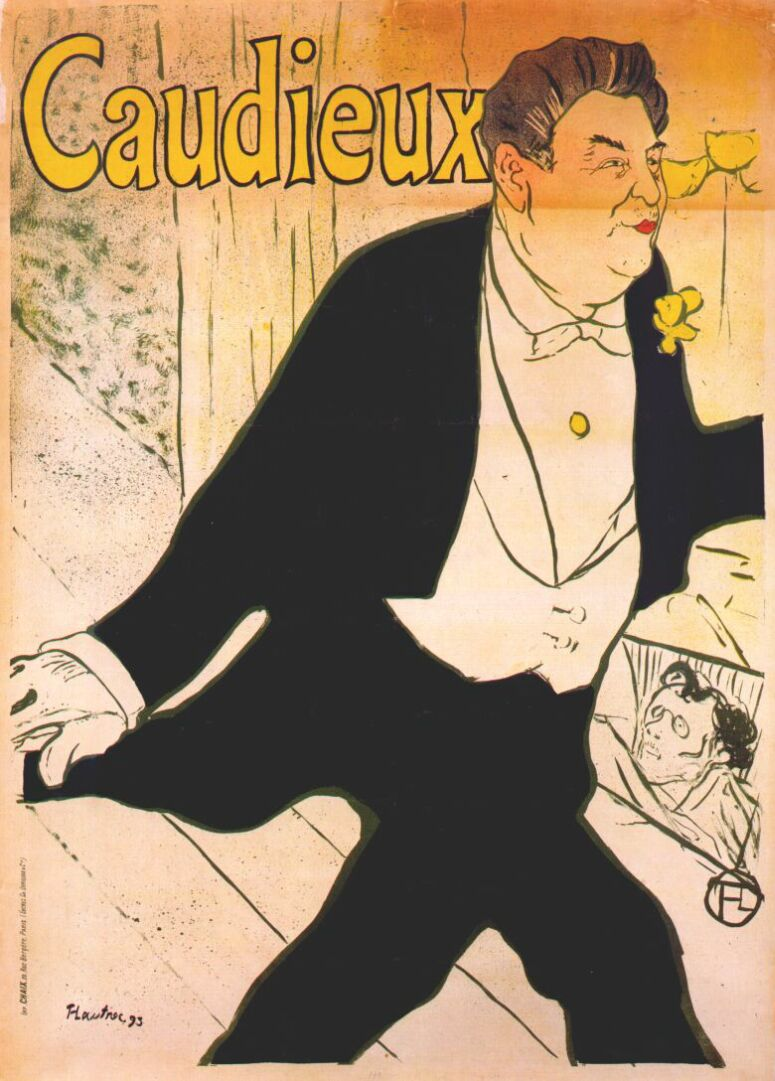
Albert Caudieux, affiche de Toulouse-Lautrec.

## Naissances
- 18 janvier :  Oscar Strok, compositeur et pianiste letton († 22 juin 1975).
- 26 janvier :  Dennis McGee, musicien américain de musique cadienne, violoniste († 3 octobre 1989).
- 14 février :  Perry Bradford, auteur-compositeur, pianiste, chanteur et chef d'orchestre américain († 20 avril 1970).
- 18 mars :  Jean Goldkette, pianiste et chef d'orchestre américain de jazz († 24 mars 1962).
- 8 mai :  Charlie Spand, pianiste de blues et de boogie-woogie américain (date de décès inconnue).
- 13 août :  Constantin Brăiloiu, ethnomusicologue roumain († 20 décembre 1958).
- 21 août :  Lili Boulanger, compositrice française († 15 mars 1918).
- 24 septembre :  Blind Lemon Jefferson, chanteur et guitariste de blues américain († 19 décembre 1929).
- 8 octobre :  Clarence Williams, pianiste, chef d'orchestre et compositeur américain de jazz († 6 novembre 1965).
- Date précise inconnue : 
  -  Blind Blake, guitariste et chanteur américain de ragtime († 1er décembre 1934).

## Décès
- 28 avril :  Gustave Nadaud, goguettier, poète et chansonnier français, mort en 1818.
- 29 décembre :  Savinien Lapointe, chansonnier et goguettier français (° 28 février 1812).
- 6 novembre : Pyotr Illyich Tchaikovsky, compositeur russe.